# ابنسفلد
ابنسفلد (به آلمانی: Ebensfeld) یک شهر در آلمان است که در بایرن واقع شده‌است.

## خصوصیات
ابنسفلد ۶۸٫۷۳ کیلومترمربع مساحت دارد ۲۵۵ متر بالاتر از سطح دریا واقع شده‌است.